# Chababe
Amade Chababe Amade znany jako Chababe (ur. 28 sierpnia 1958 w Pembie) – mozambicki piłkarz grający na pozycji pomocnika. W swojej karierze grał w reprezentacji Mozambiku.

## Kariera klubowa
W swojej karierze piłkarskiej Chababe grał w klubach takich jak: AD Pemba, Textáfrica Chimoio, CD Matchedje de Maputo, Grupo Desportivo de Maputo, angielski Croydon FC i australijski Tuggerangong United. Wraz z Grupo Desportivo wywalczył dwa mistrzostwa Mozambiku w sezonach 1983 i 1988.

## Kariera reprezentacyjna
W reprezentacji Mozambiku Chababe zadebiutował w 1984 roku. W 1986 roku został powołany do kadry na Puchar Narodów Afryki 1986. Na tym turnieju rozegrał trzy mecze grupowe: z Wybrzeżem Kości Słoniowej (0:3), z Senegalem (0:2) i z Egiptem (0:2). W kadrze narodowej grał do 1990 roku.